# Stade Léon-Bollée
Das Stade Léon-Bollée war ein Fußballstadion in der französischen Stadt Le Mans im Département Sarthe, Region Pays de la Loire. Nach dem Baubeginn 1904 wurde es 1906 eröffnet. Der Le Mans FC (bis 2010: UC Le Mans 72) trug hier seine Spiele aus. Zuletzt bot es 17.801 Zuschauern Platz. Seinen Namen hatte es dem französischen Automobil-Pionier Léon Bollée zu verdanken.
Nach dem Aufstieg des UC Le Mans 1988 in die Ligue 2 wurde das Stadion renoviert. 2004 stieg Le Mans in die Ligue 1 auf; worauf abermals die Spielstätte umgebaut wurde. Der Zuschauerrekord wurde am 5. November 2005 im Spiel UC Le Mans gegen Olympique Marseille (3:0) mit 16.531 Zuschauern aufgestellt.
Da ein weiterer Ausbau des Stadions wegen umliegender Sportanlagen und Wohnhäuser nicht möglich war, wurde ein neues Stadion gebaut. Am 18. August 2008 begannen die Arbeiten an der MMArena. Die Eröffnung fand am 29. Januar 2011 statt. Die neue Arena hat 25.000 Plätze und kostete 104 Mio. €.
Nach dem Umzug des Le Mans FC lag das Stadion ungenutzt brach und verwilderte. Im Februar 2012 wurde ein Teil der Tribünen abgerissen.